# Aristolochia peltatodeltoidea
Aristolochia peltatodeltoidea är en piprankeväxtart som beskrevs av Frederico Carlos Hoehne. Aristolochia peltatodeltoidea ingår i släktet piprankor, och familjen piprankeväxter. Inga underarter finns listade i Catalogue of Life.